# Elthetokerk
De voormalige Elthetokerk was een hervormd kerkgebouw op de hoek van de Insulindeweg en Kramatweg in de Indische Buurt in Amsterdam-Oost.

## Geschiedenis
De gemeenschap had in 1913 een Wijkcentrum Eltheto geopend aan de Javastraat in Amsterdam-Oost.
De kerk is gebouwd in 1929 naar ontwerp van Cornelis Kruyswijk. De kerk is dat jaar in het bijzijn van koningin Wilhelmina in gebruik genomen. Het gebouw werd in 1992 gesloten en gesloopt. Een aantal van de glas-in-loodramen zijn naar de Muiderkerk, aan de Linnaeusstraat, gegaan. Ook zijn er een aantal bij de renovatie van 2011 gebruikt in het voormalige wijkgebouw van de Elthetokerk in de Javastraat. In dit wijkgebouw kerken de leden van de Elthetokerk na de sloop van het kerkgebouw aan de Kramatweg.
Na de sloop keerde de kerkgemeente terug naar het centrum aan de Javastraat.

## Architectuur
De voormalige kerk was gebouwd in de trant van de Amsterdamse School en vormde een belangrijk werk uit het oeuvre van Cornelis Kruyswijk. De kerk was een zaalkerk (rechthoekig), maar doordat het op een hoek gelegen was werd de inrichting radiaalvormig, dat wil zeggen dat de kerkbanken in bogen opgesteld werden gericht naar de kansel en orgel. De kerktoren stond tegen de zijkant van de kerk aan de Insulindeweg.

## Trivia
- Drie andere door Kruyswijk ontworpen kerken in Amsterdam zijn nog wel in gebruik, dit zijn de Willem de Zwijgerkerk in Amsterdam-Zuid en twee kerken van het Apostolisch Genootschap, één aan de Archimedesweg in Amsterdam-Oost (Watergraafsmeer) en één aan de Clematisstraat in Amsterdam-Noord.
- Voor de bouw was tussen 1924 en 1929 een bedrag van ƒ 150.000 bijeengebracht.[2]